# فرانك سمول
فرانك سمول (بالإنجليزية: Frank Small)‏ هو دراج أمريكي، ولد في 18 أبريل 1895 في بروكلين في الولايات المتحدة، وتوفي في يناير 1971 في كوينز في الولايات المتحدة.

## وصلات خارجية
- فرانك سمول على موقع أوليمبيديا (الإنجليزية)